# Первомайский (Долотинское сельское поселение)
Первомайский — посёлок в Красносулинском районе Ростовской области.
Входит в состав Долотинского сельского поселения.

## География

### Улицы
| - ул. Волгоградская, - ул. Дорожная, - ул. Калужская, - ул. Карла Маркса, - ул. Ленина, - ул. Овражная, - ул. Рижская, - ул. Серпуховская, - ул. Советская, | - пер. Ленинградский, - пер. Московский, - пер. Почтовый, - пер. Стандартный. |

## Население
| 2002 | 2010 |
| ---- | ---- |
| 1291 | ↘922 |